# Раян Мерфі

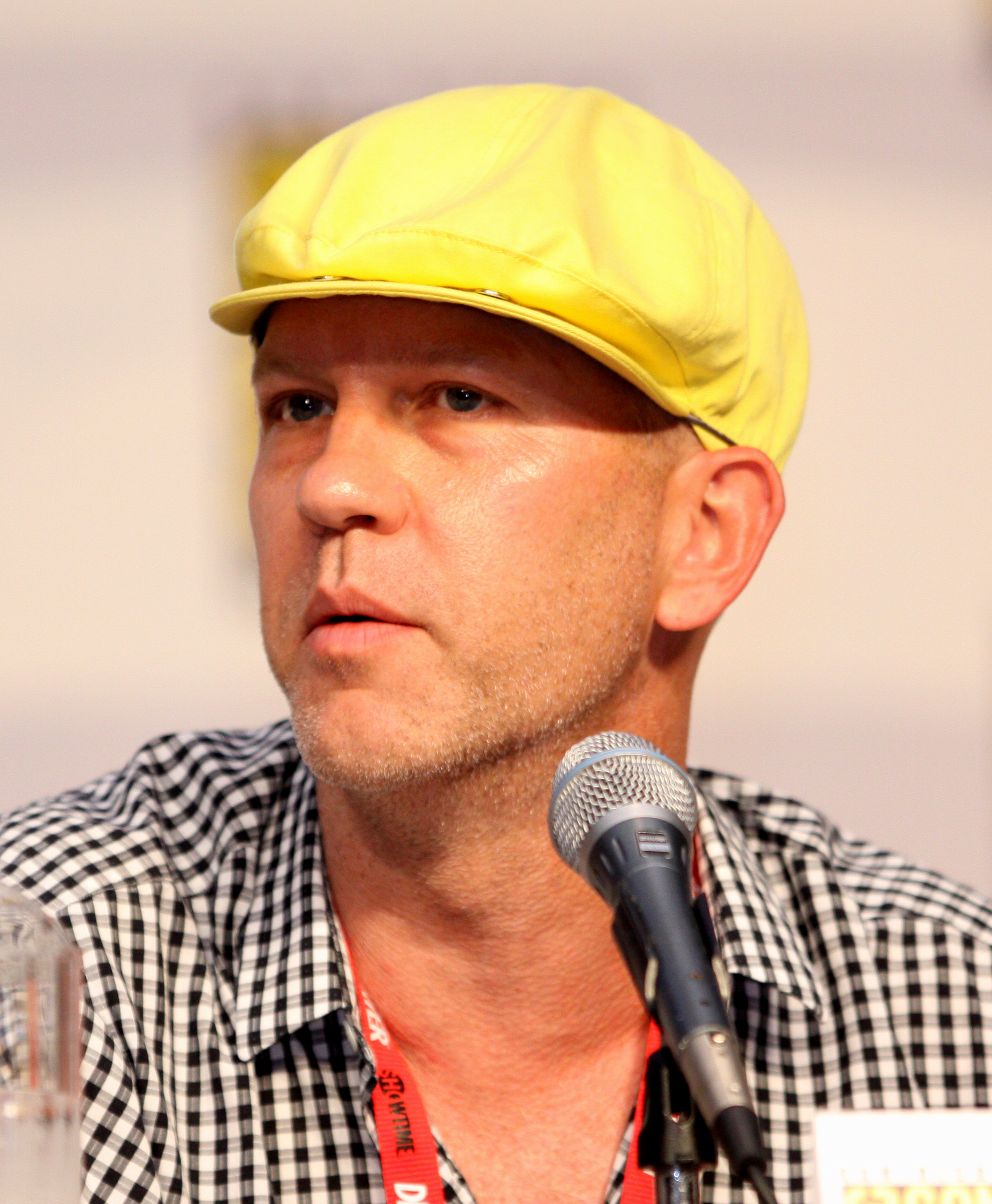
Раян Мерфі

Раян Мерфі (англ. Ryan Murphy; нар. 30 листопада 1965 в Індіанаполісі, Індіана, США) — американський сценарист, продюсер та режисер, творець серіалів «Найкращі», «Частини тіла», «Хор», «Американська історія жаху» та фільму «Звичайне серце».

## Ранні роки і особисте життя
Раян Мерфі виріс в Індіанаполісі, штат Індіана. Закінчив Університет Індіани в Блумінгтоні, під час навчання в якому працював у студентській газеті та співав у хорі.
Мерфі відкритий гей. З липня 2012 він одружений з фотографом Девідом Міллером. 24 грудня 2012 року, у Мерфі і Міллера від сурогатної матері народилася першу дитина, син на ім'я Логан Фінес. У жовтні 2014 року народився їхній другий син, Форд.

## Кар'єра
Мерфі почав кар'єру як журналіст видань «The Miami Herald», «Los Angeles Times», «New York Daily News» і «Entertainment Weekly».
Наприкінці 1990-х Раян Мерфі зайнявся написанням сценаріїв для телебачення та продюсуванням своїх шоу. Першим його помітним проектом став серіал «Найкращі», що виходив на каналі WB з 1999 по 2001 рік. Більший успіх мала драма про життя пластичних хірургів «Частини тіла» (2003–2010), удостоєна «Золотого глобуса». У травні 2009 на каналі FOX відбулася прем'єра нового проекту Мерфі: «Хор» швидко завоював увагу критиків та глядачів, і отримав «Золотий глобус» у номінації «Найкращий комедійний або музичний серіал» і «People's Choice Award» як «Найкраща нова комедія на ТБ». Сам Мерфі був удостоєний премії «Еммі» у категорії «Найкраща режисерська робота в комедійному серіалі». В 2011 на додаток до серіалу з'явилося реаліті-шоу «The Glee Project».
Раян Мерфі також працює і в повнометражному кіно. Він зняв фільми «На гострій грані» (Running with Scissors) 2006 року з Аннет Бенінг, Алек Болдуін та Гвінет Пелтроу та «Їж, молись, кохай» (Eat, Pray, Love) в 2010 з Джулією Робертс, Джеймсом Франка, Річардом Дженкінсом та Хав'єром Бардемом.
З 2011 року на каналі FX виходить багатосерійний трилер Мерфі «Американська історія жахів», а в 2012 почалася робота над сіткомом «Нова норма» для NBC.